# دانه‌خوار سربی
دانه‌خوار سربی (نام علمی: Sporophila plumbea) نام یک گونه از سرده دانه‌خوارهای اصلی است.